# Корветы типа «Висбю»
Корветы типа «Ви́сбю» (швед. Korvett typ Visby) — тип многоцелевых корветов ВМС Швеции. Должны заменить в составе ВМС Швеции корветы типа «Гётеборг». «Висбю» называют первым в мире «настоящим» боевым кораблём, построенным по технологии «Стелс». В силу широко рекламируемой способности быть незаметным для средств обнаружения противника корветы «Висбю» приобрели мировую известность. Первый корабль типа был спущен на воду в 2000 году.

## Предыстория
С 1958 года Шведский Королевский Флот начал реализацию концепции «малого флота», состоящего из быстроходных торпедных катеров, тральщиков и подводных лодок. По мнению шведского командования, такой флот наилучшим образом соответствовал его «зоне ответственности» — мелководному Балтийскому морю с изрезанной шхерами и фьордами береговой линией. В соответствии с этой концепцией было реализовано несколько сравнительно удачных проектов боевых катеров: торпедных катеров типа «Spica I» и «Spica II». К началу 1980-х годов, когда из состава шведского флота были выведены последние крупные боевые корабли, перед шведским военно-морским командованием встал вопрос об их замене малыми многоцелевыми кораблями, которые могли бы нести противолодочное и ракетное ударное оружие. Так в составе шведских ВМС появились корветы типов «Стокгольм» и «Гётеборг».
В 1987 году была инициирована программа постройки опытового скегового корабля на воздушной подушке «Smyge» для отработки инженерных решений, и оценки возможности реализации концепции «стелс» на небольших надводных кораблях. «Smyge» был спущен на воду со стапеля верфи Karlskronavarvet 14 марта 1991 года. При полном водоизмещении 140 т он имел длину корпуса 30,4 м и ширину 11,4 м и скорость свыше 40 узлов; как утверждает большинство источников, несмотря на малое водоизмещение, корабль был вооружён 40-мм пушкой, а также противокорабельными ракетами и торпедами (орудийная башня располагалась в кормовой части корабля, а ракеты и торпеды — внутри корпуса). Несмотря на то что малые размеры опытового корабля не позволяли считать его полноценным прототипом для боевого корабля нового поколения, при его проектировании и строительстве был приобретён ценный опыт, а также отработан ряд важных конструкторских решений (оружие, скрытое в корпусе, использование водомётов в качестве движителей, применение новых радиопоглощающих конструкционных материалов, принципиально новая архитектура), которые в будущем были воплощены на корвете «Висбю».

## История разработки
Проектные работы по новому корвету были начаты по двум различным направлениям: YSM (швед. Ytstridsfartyg Mindre) — «малый боевой корабль» и YSS (швед. Ytstridsfartyg Större) — «большой боевой корабль», но из-за бюджетных ограничений было принято решение продолжать проектные работы только по одному направлению. В результате этих работ компанией Kockums при содействии Королевского флота, Отдела Материального Снабжения Министерства обороны и Королевского технологического института был разработан корвет проекта YS2000 (швед. Ytstridsfartyg 2000). Он предназначался для выполнения широкого круга задач: траления и постановки минных заграждений, поиска и уничтожения подводных лодок, боевых действий против морских и береговых целей, разведки и патрульных операций, как в шведских, так и международных водах.

## История строительства
Контракт на постройку первых двух корветов типа был подписан 17 октября 1995 года, вторую пару заказали 17 декабря 1996 года, третью — в августе 1999 года, но так как стоимость шести кораблей оказалась слишком велика и предполагаемые затраты превышали ранее оговоренную сумму, от строительства последнего корвета серии было решено отказаться и контракт на его постройку был отменён 9 октября 2001 года (с возможностью повторного заказа до сентября 2003 года, который так и не был осуществлён). Стоимость программы строительства пяти корветов была оценена приблизительно в 0,9 млрд $.
Головной корабль серии, HMS «Visby», был заложен на верфи компании Kockums в Карлскруне 17 февраля 1996 года. Построены или строятся пять кораблей проекта:
| Название                 | Номер | Закладка        | Спуск на воду   | Вступление в строй | Судьба                                |
| ------------------------ | ----- | --------------- | --------------- | ------------------ | ------------------------------------- |
| Висбю Visby              | K31   | 17 февраля 1996 | 8 июня 2000     | 16 сентября 2015   | В составе 4-й военно-морской флотилии |
| Хельсингборг Helsingborg | K32   | июнь 1997       | 27 июня 2003    | 16 декабря 2009    | В составе 3-й военно-морской флотилии |
| Хернёсанд Härnösand      | K33   | декабрь 1997    | 16 декабря 2004 | 16 декабря 2009    | В составе 3-й военно-морской флотилии |
| Нючёпинг Nyköping        | K34   | июнь 1998       | 18 августа 2005 | 16 сентября 2015   | В составе 3-й военно-морской флотилии |
| Карлстад Karlstad        | K35   | декабрь 1999    | 24 августа 2006 | 16 сентября 2015   | В составе 3-й военно-морской флотилии |

## Конструкция

### Корпус и надстройка
Силуэт корабля представляет собой моноблок с интегрированной надстройкой, расположенной в районе миделя. В носовой части расположена 57-мм орудийная башенная установка и два опускаемых в подпалубное пространство 127-мм реактивных бомбомёта. За надстройкой находится вертолётная площадка, занимающая около 35 % длины корпуса.
Корпус корвета выполнен из гибридного композиционного материала (sandwich construction) — поливинилхлоридного среднего слоя и наружных слоёв из углепластика на винилэфирном связующем. Технология изготовления судовых конструкций из полимерных КМ была разработана на верфях Kockums, принадлежащих немецкой компании HDW, расположенных в Карлскруна (Швеция). Кроме поглощения радиоволн РЛС, углеродные жгуты обеспечивают их «распыление», что способствует снижению уровня вторичного радиолокационного поля корабля. Надводная часть корпуса выполнена в виде комбинации больших плоских поверхностей, расположенных под различными углами, что также способствует рассеиванию электромагнитной энергии. Все основные системы оружия, а также швартовное оборудование расположены в корпусе корабля за специальными герметичными покрытиями, выполненными заподлицо с корпусными конструкциями, за исключением артиллерийской установки, но башня последней выполнена из радиопоглощающего материала.
Применение в конструкции корпуса нового конструкционного материала позволило значительно снизить составляющую веса корпуса в общей нагрузке. По заявлениям разработчиков, корпус «Висбю» на 50 % легче, чем корпус аналогичных размеров, выполненный из традиционных материалов.
Обводы корпуса выполнены по типу «глубокое V». Обводы этого типа обеспечивают кораблю хорошую управляемость и более высокие предельные скорости на волнении, чем у круглоскулых кораблей, а также снижают гидродинамическое поле. Для борьбы с ходовым дифферентом корабля на высоких скоростях, вызывающим увеличение сопротивления движению, на корвете типа «Висбю» в кормовой оконечности установлена управляемая транцевая плита; ещё одним преимуществом от её использования является снижение расхода топлива на 4—6 %. Транцевой плите может быть придан определённый угол атаки, оптимальный для каждой скорости хода. Это техническое решение позволяет увеличить эффект от её применения.
Для обеспечения непотопляемости корпус корабля разделён на восемь отсеков семью главными водонепроницаемыми переборками. Межпалубные расстояния выбраны из расчёта оптимального размещения и использования технических средств, вооружения и условий обитаемости экипажа.
В 1—3-м отсеках, находящихся в носовой части корпуса, размещены каюты и кубрики личного состава, санитарно-гигиенические помещения, отделение подруливающего устройства, носовое отделение дизель-генератора, отделение гидроакустической станции (ГАС) и швартовное оборудование. В отсеке № 4 на второй палубе находятся столовая матросов и кают-кампания офицерского и старшинского состава, которая по боевому расписанию используется как пост медицинской помощи и лазарет. В этом же отсеке расположен камбуз, совмещённый с провизионной кладовой. В трюме находится главный командный пост.
Вторая палуба отсека № 5 является так называемой «палубой оружия». На ней монтируются пусковые установки ударного ракетного оружия или хранятся технические средства, предназначенные для обнаружения, классификации и уничтожения морских мин. Также здесь может размещаться рабочий катер. В трюме отсека № 5 находится пост дистанционного управления главной энергетической установкой (ПДУ ГЭУ), агрегатная, цистерна вертолётного топлива, отделённая от остальных помещений кофердамами, отделение насоса вертолётного топлива.
В кормовых отсеках ниже палубы переборок (вторая палуба) размещены машинные отделения и отделение водомётов.
На верхней палубе корабля находятся торпедные аппараты, коридоры газоходов, шахты приёма воздуха для газовых турбин. Позади надстройки зарезервировано место для вертолётного ангара или пусковых установок зенитных ракет. В корме находятся подъёмно-опускные устройства пассивной гидроакустической станции (ГАС) с гибкой протяжённой буксируемой антенной (ГПБА) и активной ГАС, а также швартовное оборудование.
Дистанция обнаружения корабля радарами противника составляет без использования помех 13 км при волнении моря в 3-4 балла и 22 км при штиле, при постановке радиоэлектронных помех дальность обнаружения уменьшается до 8 и 11 км соответственно. Зону, в которой корвет способен обнаружить и уничтожить противника, но сам, благодаря низким сигнатурам своих физических полей, остаётся «невидимым», конструкторы проекта называют зоной преимущества.
Корабль имеет хорошие показатели остойчивости — угол заката диаграммы статической остойчивости при стандартном водоизмещении — не менее 70°, начальная поперечная метацентрическая высота при стандартном водоизмещении — не менее 1,9 м.

### Энергетическая установка

#### Главная энергетическая установка
В качестве главной энергетической установки корабля (ГЭУ) выбрана комбинированная дизель-газотурбинная установка разработки компании Vericor Power Systems. Маршевая установка, работающая в режиме экономического хода (около 15 узлов) состоит из двух дизелей MTU 16V 2000 N90 германской компании Motorenund Turbinen-Union GmbH суммарной мощностью 2600 кВт. Дизеля имеют шумоизоляцию и амортизацию, что позволяет снизить риск обнаружения противником, что особенно важно на малых ходах при осуществлении поиска ПЛ.
Форсажная установка ГЭУ, предназначенная для работы на режимах больших ходов, вплоть до максимального, состоит из четырёх газовых турбин TF 50A разработки компании Vericor Power Systems совместно с Honeywell Engines and Systems суммарной мощностью 16 000 кВт. На один вал через редуктор Cincinnati MA-107 SBS работают по две турбины. Как газовые турбины, так и дизельные двигатели имеют очень компактные габаритные размеры и вес, соответственно 1395×890×1040 мм, 710 кг и 2920×1400×1290 мм, 4170 кг.
Выхлопные газы от ГЭУ выводятся в кормовой части корпуса над самой поверхностью воды через газоходы. Это позволило снизить тепловое поле кораблей типа.

#### Движители и подруливающие устройства.
В качестве движителей корабля используются два водомёта KaMeWa 125 SII с новыми семилопастными импелерами (винтами) с саблевидными лопастями. Выбор водомётов в качестве движителей был произведён по следующим причинам:
1. Уровень подводного шума водомёта ниже, чем у гребного винта. По результатам испытаний было доказано, что на 5-узловой скорости корабль с гребными винтами шумит в полтора раза больше, чем аналогичный корабль с водомётными движителями; на 15-узловом ходу это соотношение составляет уже 2:1[11].
2. За счёт размещения всех вращающихся частей пропульсивной установки внутри корпуса корабля немного снижается уровень магнитного поля[12].
3. Использование водомётов позволяет уменьшить габаритную осадку[12].
4. Использование водомётов повышает маневренность[12].

Для управления кораблём по курсу, кроме поворотных насадок непосредственно на водомётах, в кормовой части корпуса расположены два руля. Эти рули могут также использоваться для повышения устойчивости на курсе, когда сами водомёты использовать затруднительно из-за создания последними значительной тяги, вызывающей избыточную для точной корректировки курса боковую силу. При этом максимальный угол перекладки рулей может быть небольшим (в пределах 70—100 °); это техническое решение позволяет снизить мощность рулевых машин. Наличие разнесённых по ширине рулей способствует пассивному умерению бортовой качки корабля.
Манёвренность корабля на малых ходах (например, при швартовке к причалу) обеспечивается благодаря наличию в носовой части подруливающего устройства HRP 200-65, мощностью 125 кВт производства фирмы Holland Roer Propeller.

#### Электрооборудование
Ток для бортовых потребителей вырабатывают три генератора общей производительностью 870 кВт. Один дизель-генератор находится в носовой части корабля, два других — в машинном отделении и отделении водомётов.

## Вооружение

### Радиоэлектронное вооружение

#### Радиолокационное вооружение
Основной станцией общего обнаружения корветов типа «Висбю» является трёхкоординатная радиолокационная станция Ericsson «Sea Giraffe» AMB (Agile Multiple Beams). РЛС спроектирована на основе сухопутной системы, а её ранние модификации «Sea Giraffe 50» «Sea Giraffe 150» устанавливались на корветах типа «Стокгольм» и «Гётеборг». Рабочая частота РЛС — 4—6 ГГц. Станция имеет две основные частоты вращения — 30 оборотов в минуту в режиме наблюдения и 60 оборотов в минуту в режиме выдачи целеуказания на оружие. Угол обзора станции по вертикали составляет около 70 °, а по горизонтали — 360 °. Антенный пост — стабилизированный. Возникающие при получении информации погрешности учитывает и обрабатывает ЭВМ. РЛС способна обнаруживать малые воздушные цели на дистанции 32—45 морских миль (60—80 км).
Навигационная РЛС производства концерна Saab Systems & Electronics может использоваться в качестве РЛС общего обнаружения. Её рабочая частота — 8 — 10 ГГц. Низкая мощность излучения станции затрудняет её обнаружение даже при работе в активном режиме. Навигационный комплекс корабля также обладает способностью получать данные от спутниковой системы GPS, обеспечивающей определение местонахождения корабля в режиме реального времени.

#### Система РЭП
Система радиоэлектронного подавления (РЭП) корвета типа «Висбю» состоит из трёх подсистем, производящих обнаружение инфракрасного излучения, радиосигналов систем связи и излучения от антенных комплексов различного назначения. Работа системы РЭП производится в пассивном режиме.

#### Система управления огнём
На кораблях типа установлена система управления стрельбой (СУО) 9LV Mk. 3E стоимостью 88,8 млн $. Система включена в интегрированную боевую информационно-управляющую систему (БИУС).
Система управления огнём состоит из двух процессоров Intel Pentium, которые производят обработку информации, принятие решения и выдачу данных на оружие. Программное обеспечение написано на языках C++ и Ada. Рабочие места операторов установлена в главном командном посту и представляют собой многофункциональные пульты управления с двумя 19дюймовыми плоскими мониторами, на которых отображается вся тактическая информация. Все компоненты СУО соединены между собой с помощью оптоволоконной связи в локальную сеть со скоростью 100 Mb/с. В качестве операционной системы выбрана Windows NT.
Стрельбовая РЛС CEROS 200 (ранее известна как Sea Viking) обеспечивает целеуказание и наведение ракетно-артиллерийского вооружения. Антенный пост системы управления — стабилизированный, с угловой скоростью вращения 2 рад/с; высота антенного поста — около 2 м, диаметр — 1,6 м, вес — 700—800 кг. Рабочая частота антенного поста в варианте «стелс» 15,5—17,5 ГГц, ширина луча 1,5°.
По некоторым данным, в состав БИУС включена подсистема, занимающаяся отслеживанием параметров физических полей корвета и отображающая их в графическом виде. Это позволяет командному составу корабля быть всегда информированным о том, насколько корабль является «невидимым» для противника, и в соответствии с этим оперативно реагировать на изменение ситуации.

### Артиллерийское вооружение
Артиллерийское вооружение корабля представлено универсальным автоматическим 57-мм орудием Bofors SAK 57 L/70 Mk3. На первых четырёх кораблях типа «Висбю» АУ составляет основу противовоздушной/противоракетной обороны. Одноорудийная башня выполнена по технологии «стелс», в походном положении её ствол опускается в корпус и закрывается специальными шторками. Габаритные размеры башни 8000×4200×2500 мм, вес орудия без боезапаса — 7000 кг, максимальная скорость вертикальной наводки — 44 град/с, горизонтальной — 57 град/с. Скорострельность орудия составляет 220 выстрелов в минуту. Боекомплект состоит из 240 выстрелов, из которых 120 готовы к стрельбе, а снаряжение магазина второй части боекомплекта занимает не более двух минут. Главной особенностью артиллерийской установки Bofors SAK 57 Mk.3 является её способность применения программируемых, осколочных и дистанционных боеприпасов, которые в зависимости от типа цели могут действовать как обыкновенные осколочные снаряды (с дистанционным взрывателем), или как бронебойные (взрыватель с замедлителем для поражения легкобронированных целей). Такой снаряд состоит из 2400 поражающих элементов в виде вольфрамовых шариков диаметром 3 мм. Другими стандартными боеприпасами для орудия должны стать снаряды с увеличенной дальностью стрельбы для использования против надводных и береговых целей на дальностях до 17 000 м (при эффективной дальности стрельбы обычными снарядами 10 000—11 000 м).

### Противолодочное вооружение

#### Гидроакустическое вооружение
Для выполнения задач противолодочной обороны корветы типа «Висбю» оснащаются гидроакустическим комплексом (ГАК) Hydra разработки канадской фирмы Computing Devices Canada (CDC). ГАК интегрирует данные от пассивной буксируемой гидроакустической станции (ГАС), активной опускаемой ГАС и активной ГАС, установленной непосредственно в корпусе корабля, а также данные поисковых дистанционно-управляемых аппаратов. ГАК производит обнаружение и классификацию цели, определяет координаты её местонахождения, а затем выдаёт данные на оружие.
Установленная в корпусе корвета активная ГАС предназначена для поиска мин и классификации ПЛ. Её особенностью является узкий направленный луч, сводящий до минимума возможность реверберации (отражения), которая может возникнуть в мелких водах Балтики. В кормовой части корабля находится буксируемая ГАС, предназначенная для обнаружения подводных лодок и надводных кораблей. ГАС представляет собой обычную гибкую протяжённо-буксируемую антенну (ГПБА) с кабель-тросом длиной порядка 1000 м, что позволяет максимально удалить ГПБА от источников шума (движители, турбулентный поток в кильватерном следе). Там же в корме находится опускаемая ГАС с изменяемой рабочей глубиной. Тело ГАС опускается между водомётами корвета на выбранную оператором глубину при помощи специального подъёмно-опускного устройства, способного компенсировать вертикальные колебания корпуса корабля на волнении. Опускаемая ГАС увеличивает способности всего гидроакустического комплекса, работая под тёплым слоем воды.
В случае необходимости корвет может выставить барьер из гидроакустических буёв, представляющих собой гидрофоны, с помощью которых возможно отслеживать передвижение корабля противника или обнаружить факт произведённой по кораблю торпедной атаки. Компанией Computing Devices Canada также разработана система самоконтроля для оценки собственных уровней шума корабля. система состоит из ряда акустических и вибрационных датчиков установленных в различных местах корабля.

#### Торпедное вооружение
Торпедное вооружение корветов состоит из четырёх универсальных малогабаритных управляемых торпед Tp 43 или Tp 45 калибра 400 мм в торпедных аппаратах, расположенных побортно в кормовой части корпуса, за вертолётным ангаром, и закрытых специальными лацпортами. Стрельба торпедами производится сжатым воздухом из лёгкосъёмных палубных контейнеров, имеющих габариты 3830×610×850 мм и массу (без торпеды) 420 кг. Дальность хода торпед достигает 20 км (при дальности стрельбы 8—10 км). С 2022 года номенклатура торпедного вооружения корветов пополнилась торпедами Tp 47.

#### Реактивное бомбомётное вооружение
Реактивное бомбомётное вооружение корветов состоит из двух 127-мм реактивных бомбомётных установок «Алекто» (швед. Alecto), размещённых в носу корабля под палубой в районе орудийной башни. Бомбомётные установки спроектированы как универсальные: кроме выполнения бомбометания по подводным лодкам они будут приспособлены для противоторпедной борьбы и постановки пассивных помех в верхней полусфере (дипольные отражатели и инфракрасные ловушки).

### Противоминное вооружение
Противоминное вооружение корветов предназначено для обнаружения, классификации и уничтожения морских мин в прибрежных и шхерных районах. Противоминную борьбу предполагается вести как активными, так и пассивными средствами. К пассивным средствам относятся сведённые до минимума сигнатуры физических полей корабля, которые могли бы повлиять на срабатывание взрывателей морских мин. К активным средствам относятся два дистанционно управляемых высокоманевренных подводных аппарата Bofors «Double Eagle» Mk. 8, имеющих также обозначение ROV-S (S — англ. search — поисковые). Эти аппараты могут оборудоваться гидроакустической станцией миноискания TSM-2022 Mk. 3, видеокамерой, резаком для подрезания минрепов, телескопическим манипулятором, разрушающим зарядом средней массы. Дистанционные аппараты могут применяться и как самоходные гидроакустические станции переменной глубины. Габариты аппарата — 2100×1300×500 мм — позволяют размещать их на небольших кораблях. Питание, а также акустическая и оптическая информация подаётся по кабелю длиной около 1000 м. Скорость передвижения аппаратов — более шести узлов. Постановка и возвращение их на корабль возможны при состоянии моря до четырёх баллов. Масса аппарата не превышает 340 кг, масса полезной нагрузки — 80 кг, общая масса противоминного комплекса — 1050 кг. В типовой минный комплекс входит два аппарата — один с ГАС, второй с разрушающим зарядом (после установки заряда аппарат возвращается на корабль и осуществляется дистанционный подрыв заряда).
Несмотря на то, что аппараты «Double Eagle» могут самостоятельно уничтожать обнаруженные мины, в качестве истребителя мин был выбран подводный аппарат STN Atlas Elektronik «Seafox», имеющий также обозначение ROV-E (E — англ. explosive — взрывающийся). Этот аппарат оборудован бортовой видеокамерой и прожектором; после получения подтверждения идентификации обнаруженного объекта как морской мины, оператор противоминного комплекса уничтожает мину вместе с аппаратом. Имеется возможность использования этого аппарата с вертолётов. При массе 40 кг и длине 1300 мм аппарат имеет скорость хода шесть узлов и дальность действия более 500 м благодаря наличию движителей, приводимых в действие с помощью литиевой аккумуляторной батареи.
По сообщениям некоторых источников корпус и оборудование корветов типа «Висбю» спроектированы с повышенной сопротивляемостью к воздействиям подводных взрывов; корабли также планируется оборудовать устройствами для постановки мин и компьютерной системой, не только обеспечивающей эти операции, но и отслеживающей и запоминающей местоположения минных полей.

### Противокорабельное вооружение
Противокорабельные ракеты RBS 15M Mk.2 или Mk.3 планируется включить в состав вооружения только пятого корвета типа «Висбю», а вооружение остальных кораблей будет оптимизирован для выполнения противоминных и противолодочных операций.
Ракета RBS 15 Mk.2 имеет массу без стартовых ускорителей 620 кг, длину 4350 мм, диаметр корпуса 500 мм, размах крыла 1400 мм и массу фугасной полубронебойной боевой части — 200 кг. Дальность полёта ракеты около 70 км при максимальной скорости 0,85 Маха. Ракета оснащена инерциальной системой управления с активной РЛГСН Celsius Tech 9GR400, работающей в диапазоне частот 12—18 ГГц. Отличия Mk.3 от Mk.2 заключаются в установке на новую модификацию ракеты спутниковой системы GPS, позволяющей определять собственное местоположение ракеты в любой момент времени и корректировать её курс; замене гидравлической системы приводов органов управления на электрическую; наличии внешних изменений (корпус ракеты выполнен с применением технологии «стелс», изменено расположение рулей и стабилизаторов). Использование топлива марки JP-10 вместо JP-5 позволило достичь дальности полёта 200 км.
Противокорабельные ракеты обеих модификаций запускаются из стандартной палубной пусковой установки, состоящей из одного или двух контейнеров, закреплённых на общем основании под углом 210°. Габаритная высота двухконтейнерной пусковой установки составляет 3850 мм, габаритные размеры контейнера 4500×1000×1000 мм. Пусковые установки противокорабельных ракет RBS 15M Mk.3 имеют овальную форму в поперечном сечении и изменённые габаритные размеры 4420×1200×950 мм, вес двухконтейнерной пусковой установки составляет около 1500 кг.
Пятый корвет типа «Висбю» будут оснащён двумя четырёхконтейнерными пусковыми установками ракет RBS 15M Mk.3, которые предполагается разместить со смещением (в шахматном порядке) в средней части корпуса корабля. Пуск ракет предполагается осуществлять способом миномётного старта (пороховой аккумулятор давления — заряд взрывчатого вещества — методом подрыва «выталкивает» ракету из пусковой установки на определённую высоту, где безопасно для корабля запускаются маршевые двигатели ракеты). Для обеспечения пуска противокорабельных ракет в бортах корвета предусмотрены большие прямоугольные вырезы, полностью прикрытые в походе люками заподлицо с основным корпусом. Эти же вырезы предназначены для спуска на воду дистанционно управляемых аппаратов (на корветах с противолодочным вариантом вооружения).

### Зенитное управляемое ракетное вооружение
Зенитное управляемое ракетное вооружение устанавливается только на корабли в ударном варианте (пятый корпус). В качестве перспективного комплекса противоракетной обороны на корвете K35 «Karlstadt» выбран Saab Bofors Dynamics RBS 23 Bamse. Он имеет максимальную дальность применения 15 000 м и потолок применения высотой 15 000 м. Зенитные ракеты имеют длину 2500 мм, диаметр 105/320 мм, массу 85 кг. Пуск ракет осуществляется из вертикальных пусковых установок, установленных за надстройкой на месте вертолётного ангара.

### Авиационное вооружение
На корветах типа «Висбю» (в противолодочном варианте) планируется разместить вертолёт Augusta A109 «Military». Максимальный взлётный вес вертолёта — 3000 кг, диаметр несущего винта — 11,) м, длина фюзеляжа — 11,45 м, радиус действия (без ПТБ), экипаж — два человека. На внешней подвеске вертолёт способен нести морские мины, торпеды, неуправляемые ракетные снаряды, возможна подвеска опускаемой гидроакустической станции. Вертолётный ангар размещён на всех «противолодочных» корветах типа «Висбю», кроме головного. На кораблях имеется хранилище авиационного топлива.
Просторная полётная палуба может быть использована для базирования беспилотных летательных аппаратов (БЛА) с целью выполнения функции целеуказания для ударного управляемого ракетного оружия. По ряду причин (отсутствие «живого» интеллекта в виде пилота, недостаточная грузоподъёмность для размещения ОГАС и противолодочного вооружения) выполнять функции противолодочной обороны беспилотные ЛА не могут.

## Модификации
В августе 2000 года судостроительная фирма Kockums начала работу над проектом корвета океанской зоны, получившим обозначение Visby Plus. Он предназначен в первую очередь для продажи на экспорт, для чего конструкторы надеются уменьшить его стоимость по сравнению с корветами типа «Висбю». Также как и на базовом проекте на корвете «Висбю+» предполагается минимизировать сигнатуры физических полей корабля, скрыть в корпусе оружие и оборудование, применить композитные материалы и водомётные движители, модульный принцип расположения вооружения и дизель-электрическую ГЭУ.
По заявлению разработчиков нового корвета, при сохранении традиционных для классического корветом УРО функций (ПВО, ПЛО, нанесение ударов по надводным и наземным целям и патрулирование) на нём будут достигнуты следующие преимущества:
- снижение веса корпусных конструкций на 50 %;
- снижение стоимости жизненного цикла корабля (стоимость технического обслуживания корпуса снижена на 85 %);
- снижены основные сигнатуры (магнитная, инфракрасная, акустическая);
- дальность радиолокационного обнаружения снижена на 50% по сравнению с обычными кораблями этого класса;
- улучшена манёвренность.

В марте 2012 года была завершена модернизация первого корвета типа «Висбю». Корвет получил в общей сложности более 60 различных улучшений: звукоизоляция оружейных отсеков, новое палубное оборудование для посадки вертолёта, средства обнаружения и уничтожения морских мин, противолодочное вооружение, а также новые сенсоры и система радиосвязи HF 2000.
4 сентября 2012 года ВМС Швеции приняли головной корвет класса «Висбю», модернизированный компанией «Кокумс» до уровня «Версия 5». В 2012 году Агентство по материальному обеспечению планирует передать ВМС Швеции первый и четвертый корветы серии — «Висбю» и «Никопинг», модернизированные до уровня «Версия 5». Оставшиеся корветы также будут модернизированы до «Версии 5» и переданы ВМС Швеции с шестимесячным интервалом до конца 2014 года.

## История службы
16 декабря 2009 года в Карлскруне состоялась церемония передачи HMS «Helsingborg» (K32) и HMS «Härnösand» (K33) Вооружённым силам Швеции, корабли были включены в состав Третьей военно-морской флотилии.
В период с 29 августа по 12 сентября 2014 года в Балтийском море прошли учения НАТО под названием Northern Coasts 2014 (NOCO 2014). 
Корабли Вооружённым силам Швеции - участники учений VISBY (K31), HELSINGBORG (K32), NYKOPING (K34), KARLSTAD (K35) 29 августа прибыли в Турку (Финляндия) 